# Koningsmaker, Koningsbreker
Koningsmaker, Koningsbreker (Engels: Kingmaker, Kingbreaker) is een tweeluik van fantasyboeken geschreven door de Australische schrijfster Karen Miller. De serie volgt het verhaal van de ongelukkige vissersjongen Asher en de Denovaanse prins Gar. De boeken De Onschuldige Magiër en De Magiër Ontwaakt werden voor het eerst gepubliceerd in 2005.

## Verhaal
Een jonge visser, Asher van Restharven, reist naar de grote stad om geld te verdienen in dienst van prins Gar. Hij wenst ooit zijn eigen boot te kopen, maar krijgt in plaats daarvan veel meer.
Zonder het zelf te weten, wordt Asher in de gaten gehouden door de Kring, een organisatie die gelooft dat hij de hoofdrol speelt in een profetie die het einde van het koninkrijk voorspelt.
Vreemd genoeg wordt het koninkrijk ook bedreigd, en dit door de duistere Morg, die bezit neemt van enkele leden van de koninklijke familie en zo zijn opwachting maakt om het land Lur en diens burgers, de Doranen, te onderwerpen. Alleen Asher lijkt in staat hem tegen te houden, natuurlijk met behulp van de Kring.

## Boeken
- 2005 - De Onschuldige Magiër
- 2005 - De Magiër Ontwaakt